# Portes (Eure)
Portes è un comune francese di 271 abitanti situato nel dipartimento dell'Eure nella regione della Normandia. Il suo sindaco da marzo 2001 è Marcel Sapowicz.

## Società

### Evoluzione demografica
Abitanti censiti